# Karla Lehr
Karla Lehr (* 29. August 1877 in Celle; † 1958 in München) war eine deutsche Malerin.

## Leben und Wirken
Im Alter von 11 Jahren verlor sie durch eine Krankheit ihr Gehör, deshalb wandte sie sich statt der geplanten musikalischen Ausbildung der Kunst zu. Sie studierte in Kassel bei Carl Wünnenberg und Ignaz Hellner und ab 1900 an der Kunstakademie München.
Ab 1920 wohnte sie in Düsseldorf bei ihrem Bruder Robert Lehr, später richtete sie sich in Grafenberg ein eigenes Atelier ein. Während des Zweiten Weltkrieges zog sie nach München. Im Jahr 1958 verstarb sie an den Folgen eines Autounfalls.
Sie war Mitglied des Düsseldorfer Künstlerinnenvereines.
Ihre Hauptwerke sind Porträts, vor allem prominenter Persönlichkeiten wie zum Beispiel des deutschen Schriftstellers Karl Röttger, aber auch einfacher Menschen. Weiterhin schuf sie Stillleben und Landschaftsgemälde. Außerdem verfasste sie Gedichte und Prosastücke. Dieser literarische Nachlass wurde in den 1970er Jahren vom Heinrich-Heine-Institut Düsseldorf erworben.